# Angelo Licheri
Angelo Licheri (Gavoi, 20 agosto 1944 – Nettuno, 18 ottobre 2021) è stato un soccorritore italiano, insignito di medaglia d'oro al valor civile.

## Biografia

Angelo Licheri, sorretto a braccia

Nel 1981 a seguito dell'incidente di Vermicino, tentò di salvare ma senza riuscirci la vita del piccolo Alfredo Rampi che raggiunse alla profondità di 60 metri.
Fortemente provato dalla vicenda, Licheri sceglierà poi di lasciare l'Italia per oltre vent'anni, trasferendosi a vivere in Kenya fino circa al 2005, quando poi ritornò a Nettuno, dove morì nel 2021 per una grave forma di diabete, che gli provocò altresì quasi totale cecità e, nel 2011, l'amputazione della gamba destra. Nello stesso anno, il regista Fabio Marra fece un film-doc dal titolo "L'angelo di Alfredo" .
Nel 2015, in occasione dell'inaugurazione di un centro giovanile intitolato al piccolo Alfredino, il comune di Gagliole (in provincia di Macerata) gli conferì la cittadinanza onoraria.

## Filmografia
- L'angelo di Alfredo, regia di Fabio Marra (2011) - documentario[8]